# ノーマッド (ゲーム機)
ノーマッド（Sega Nomad もしくはSega Genesis Nomad , Nomad）は、北米市場向けの携帯型ゲーム機。日本では未発売。
なお、本項では北米内でのメガドライブを「ジェネシス」と表記する。

## 概要
メガジェットを基にした携帯機種である。画面がなくACアダプタが必要なため実質的には据え置き機だったメガジェットに対し、ノーマッドには3.25インチのカラースクリーンが内蔵され、6本の単3電池で動き、ジェネシス対応のゲームソフトで遊ぶことができるため、携帯式ジェネシスとして機能した。しかし、PAL/NTSC 切り替えジャンパーが搭載されていたにもかかわらず、ヨーロッパやオーストラリアの PAL が採用されている地域では公式な流通がなかった。音声・映像出力端子もあり、テレビにつないで遊ぶことができる。テレビにつないだ状態でも本体の画面も動作する。単体では一人用だが、コントローラー・パッド端子もあり、2人で遊ぶことができる。
開発時のコードネームは「Project Venus」。これは当時のセガがコードネームを惑星の名前からとっていたためである。

## 歴史

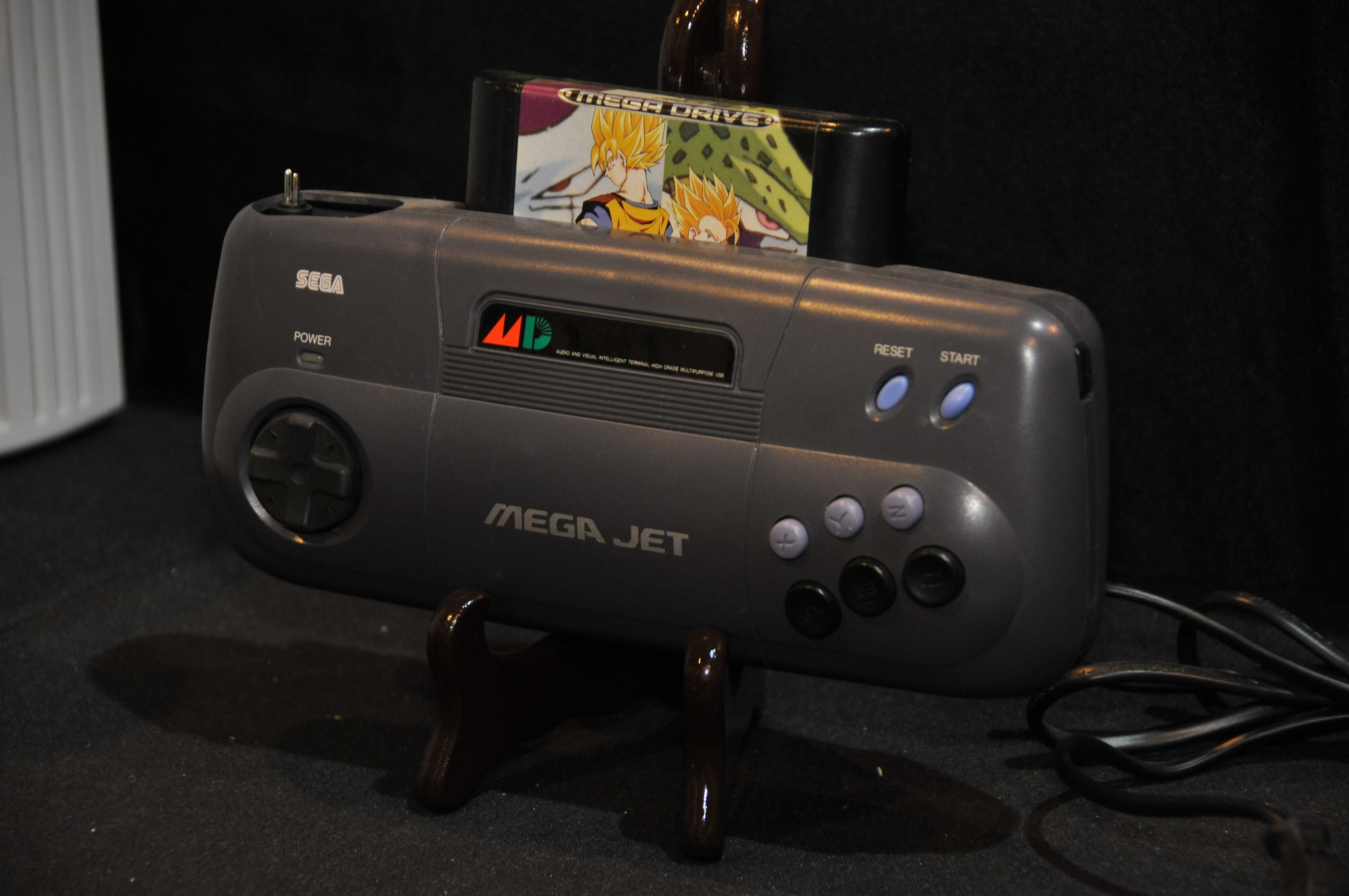
メガジェットは旅客機内の貸し出しサービス向けに作られたメガドライブの変種である。

ゲームギアに続く新たな携帯ゲーム機開発を視野に、セガはタッチスクリーンの採用を考えていた。しかし当時その技術のコストは非常に高く、本体コストの見積もりまで高くなったため見送られ、ジェネシスの携帯型として開発が決まった。1995年10月、北米限定で180USドルの価格で発売された。セガのアメリカ法人でかつて調査・開発部門のリーダーを務めたジョー・ミラーは、当初ノーマッドをゲームギアの代わりとするつもりがなく、日本法人側には携帯ゲーム機の企画がほとんどなかったと話している。
1995年の時点で、セガはセガサターン、メガドライブ、ゲームギア、セガ・マスターシステム、キッズコンピュータ・ピコの5つのゲーム機と、メガCDやスーパー32Xといった周辺機器のサポートを行っていた。既に旧世代機となったメガドライブの売れ行きは減少傾向にあり、セガサターンもソニー・コンピュータエンタテインメントのプレイステーション相手に拮抗していた。そのため、この状況を見てセガ・エンタープライゼスCEOの中山隼雄は、セガのアメリカ法人でもサターンを中心とした戦略を立てることを決め、同年夏にセガサターンを北米で売り出すことにした。1995年4月末には日本国内でのメガドライブ、メガCD、スーパー32Xの生産を終了させた。これは、発売前だったノーマッドの終焉をも意味していた。
ノーマッドが発売されたのは、北米セガサターンの数か月後であり、発売の時期としては最悪だった。ノーマッドは苦戦を強いられ、1999年には50ドルまで値下げして在庫をさばこうとする業者もあった。最終的な売り上げは100万台にも届かなかった。

## 仕様

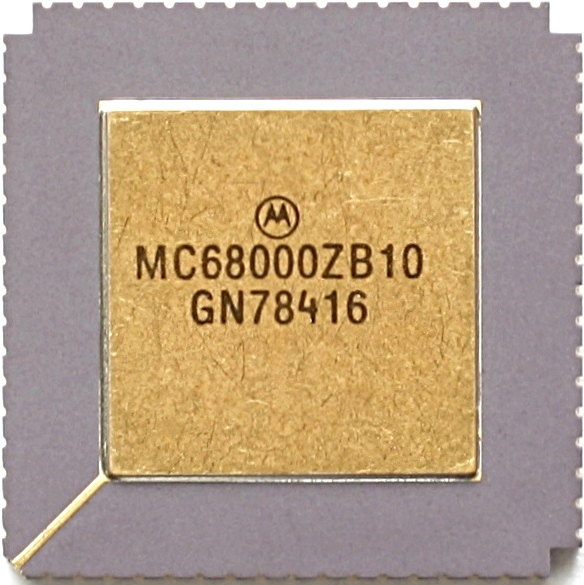
ノーマッドに内蔵されているMC68000

ノーマッドのCPUはメガジェット同様MC68000。メモリやグラフィック・サウンドの処理能力からみてノーマッドの性能は据え置き機に匹敵するものだった。ノーマッドはバックライト式の3.25インチカラー画面を有しており、テレビにつないで遊ぶためのAV端子がある。デザインはゲームギアに近いものの、ボタンの数が6つある点においては、後期メガドライブに近いデザインとなっている。また、ノーマッドには赤い電源ボタン、ヘッドホン差込口、音量ダイアル、マルチプレイ向けのコントローラ入力端子の差込口がある。ノーマッドは単三電池6本で2時間稼働し、ACアダプタにつないで専用バッテリー（Genesis Nomad PowerBack）を充電して遊ぶこともできる。専用バッテリーの値段は79ドルで、市販の充電池ほど広く流通しておらず、ノーマッドの電力問題を解決するには至らなかった。また、ジェネシスのカートリッジはノーマッドにとっては大きすぎたため、使用中に本体を大きく揺り動かすとフリーズしたり再起動がかかったりした。
周辺機器のうちSega Activator、Team Play Adaptor、Mega Mouse、セガチャンネル、XBANDがノーマッドに対応していたが、Power Base Converter、Sega CDやGenesis 32Xには対応していなかった。
Sega CD用ソフトが遊べないという問題自体は後にROMカートリッジ用スロットへ接続する同人ハードウェア「MegaSD」により解決した。
| プロセッサ                   | 68000（7.67MHz）                     |
| コプロセッサ（サウンド処理） | Z80（3.58MHz）                       |
| RAM                          | 64KB（68000用）+8KB（Z80用）         |
| VRAM                         | 64KB                                 |
| 同時発色数                   | 512色中64色                          |
| 最大スプライト数             | 80                                   |
| 画面解像度                   | 320×224ドット                        |
| 音声                         | YM2612（FM音源6ch）+PSG4ch、ステレオ |
| ディスプレイ                 | STN液晶、画面解像度320×224ドット     |
| 消費電力                     | 9V 850mA（メガドライブと同等）       |

## ソフトウェア
ノーマッド専用ソフトは存在しないもののメガドライブ用ソフトはノーマッドに対応しており、ノーマッドの発売当時この機種で遊べるゲームソフトは500本以上あったということになる。初期のサードパーティー製ソフトの中には、ノーマッドとの互換性に問題があるものもあったが、チートツールであるゲームジニーを使えば難なくプレイできた。前述のとおりPower Base Converter、SEGA CDやGenesis 32Xとの互換性に欠けており、マスターシステムやメガドライブの周辺機器との互換性もなかった。なお、ノーマッドにはリージョンコードも設けられていたが、解除方法が見つかっている。

## 評価
ノーマッドはその独自性と市場投入のタイミングの悪さから意見が分かれている。アメリカのゲーム誌『ゲームプロ』のブレイク・スノウは、市場投入のタイミングの悪さや不十分な宣伝、バッテリーの燃費の悪さから、「携帯ゲーム機の全世界販売台数ランキングワースト10」の第5位に入れた。ゲームのデータベースサイトAllgame のスコット・アラン・マリオットは、失敗の理由は市場投入のタイミングの悪さ以外にもあるとし、「ノーマッドの失敗は市場投入のタイミングの悪さと、社内の不信感、そして本体のコストの高さが組み合わさって起こった。ジェネシスのユーザーは第2の16ビット機を作ろうと躍起になりすぎていた。」と話している。
その一方で、イギリスのゲーム誌『レトロゲーマー』のスチュアート・ハントは古いゲーム機を回顧する連載でノーマッドを取り上げ、「本当の意味での16ビット機として初めて世に誕生した存在で、メガドライブの派生機種の中では一番の名作」と評した。また、ノーマッドの中古価格高騰に触れ、「セガが後のノーマッドに込めたコンセプトをメガドライブ2以前に発想できていて、ノーマッドをメガドライブの真の後継機として売り出せていたら、アメリカでもっと長くメガドライブを売り続けるというもともとの目標は達成できていただろう」と述べた。